# Verdon (Dél-Dakota)
Verdon város az Amerikai Egyesült Államok Dél-Dakota államában, Brown megyében. Lakosainak száma 3 fő (2020. április 1.).

## Népesség
A település népességének változása:

| 2010 | 5 |
| 2020 | 3 |